# Espalmador
S'Espalmador är en ö i Spanien.   Den ligger i regionen Balearerna, i den östra delen av landet, 500 km öster om huvudstaden Madrid. Arean är 1,5 kvadratkilometer.
Terrängen på S'Espalmador är mycket platt. Öns högsta punkt är 19 meter över havet. Den sträcker sig 2,3 kilometer i nord-sydlig riktning, och 1,4 kilometer i öst-västlig riktning.